# 조앤 플로라이트
조앤 플로라이트 여사(영어: Dame Joan Plowright, The Lady Olivier, DBE, 1929년 10월 28일~2025년 1월 16일)는 잉글랜드의 배우이다.

## 서훈
- 1970년 대영 제국 훈장 3등급(CBE)[2]
- 2004년 대영 제국 훈장 2등급(DBE, 작위급 훈장)[1]

## 가족
- 배우자
  - 로저 게이지(1953~1960)
  - 로런스 올리비에(1961~1989)
- 자녀: 1남 2녀